# SH3BGR
SH3BGR‏ (SH3 domain binding glutamate rich protein) هوَ بروتين يُشَفر بواسطة جين SH3BGR في الإنسان.